# Tupperware
Tupperware är ett varumärke för hushållsartiklar i plast.

## Historia
Märket Tupperware registrerades av Earl Tupper i USA år 1946. 1938 var hans Tupperware Plastics Company den första som använde polyeten i hushållsvaror.
På slutet av 1940-talet började man med direktförsäljning. På ett så kallat homeparty kunde kunderna få demonstration av produkterna och själv prova dem. Detta visade sig ge bra resultat och bra försäljningssiffror. 
Tupperware kom till Europa 1960 när Mila Pond anordnade ett Tupperwareparty i Weybridge, England, och därefter till resten av Europa. Tupperware säljs nu i nästan 100 länder. De största marknaderna för Tupperware är: 1. Tyskland 2. USA 3. Mexiko 4. Frankrike 5. Australien.
Efter en nedgång i försäljningen på 90-talet har sortimentet förnyats och utökats för att passa en yngre målgrupp. Bland annat finns numera redskap i rostfritt stål i sortimentet.

## Företagsstruktur
En Tupperwaredemonstration (på engelska "party") organiseras av en konsulent hemma (eller ibland på en arbetsplats) hos en värd som bjuder in vänner och grannar för en demonstration. En värd belönas med en "Tackgåva" samt eventuellt ytterligare gratisprodukter baserat på försäljningen av deras demonstration. Något köptvång finns dock inte.
I de flesta länder är Tupperware organiserade i en MLM-struktur med säljarna (konsulenterna) i botten, teamledare steget ovanför, och distributörer i toppen. Skillnaden gentemot andra MLM-företag är att teamledare på högre nivåer måste få en inbjudan av företaget innan de kan bli distributörer, då antalet distributörer är begränsat och kontrolleras av företaget.

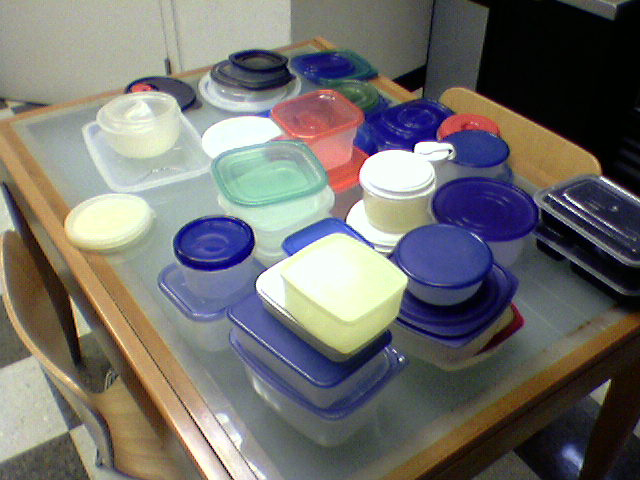
Tupperware
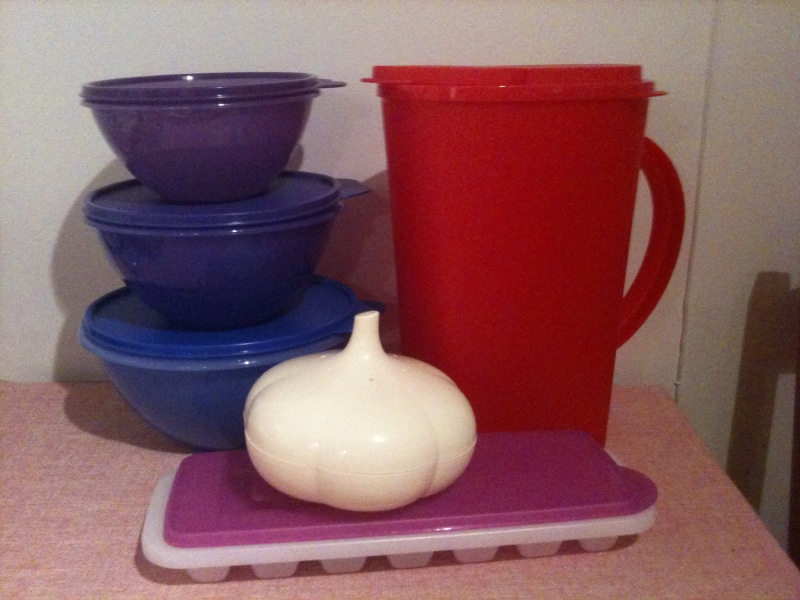
Tupperware
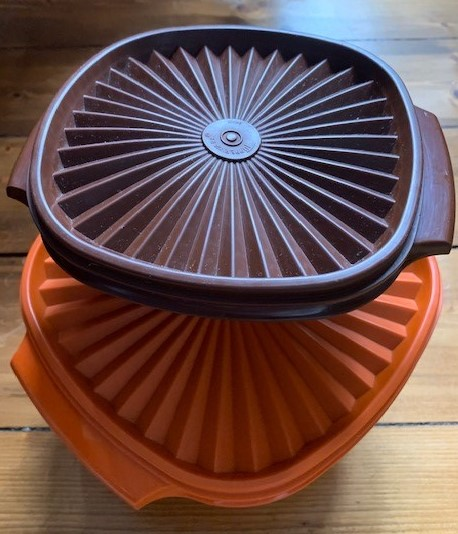
Tupperware
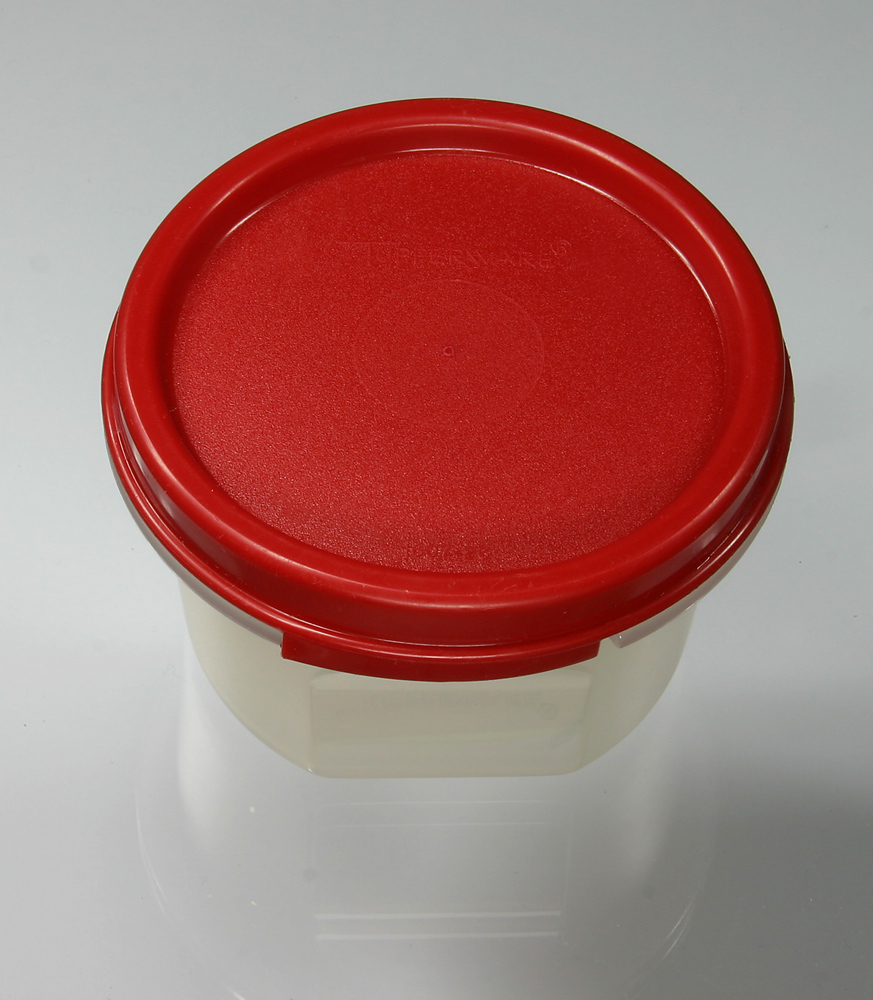
Röd tupperwareburk
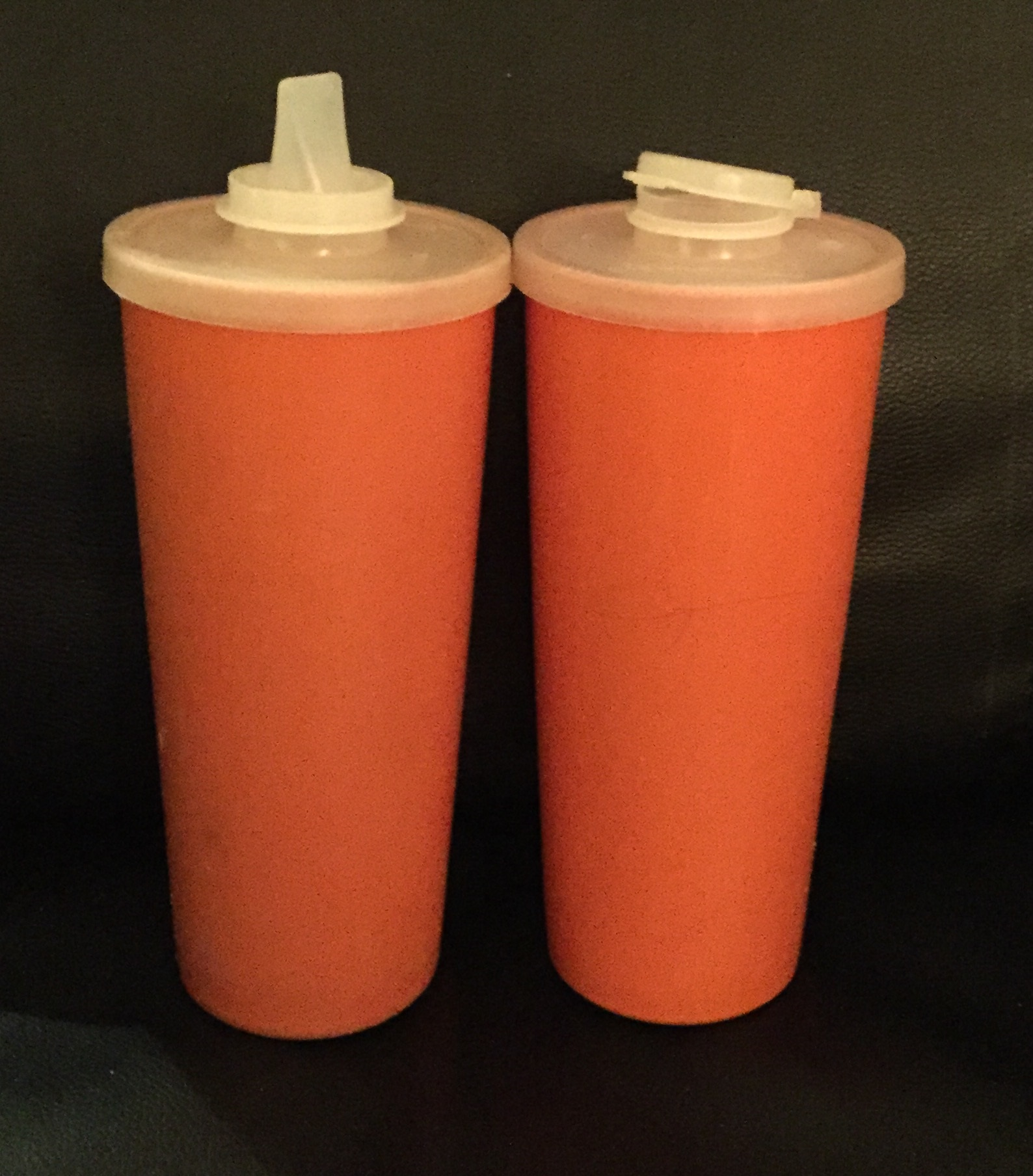
Tupperware
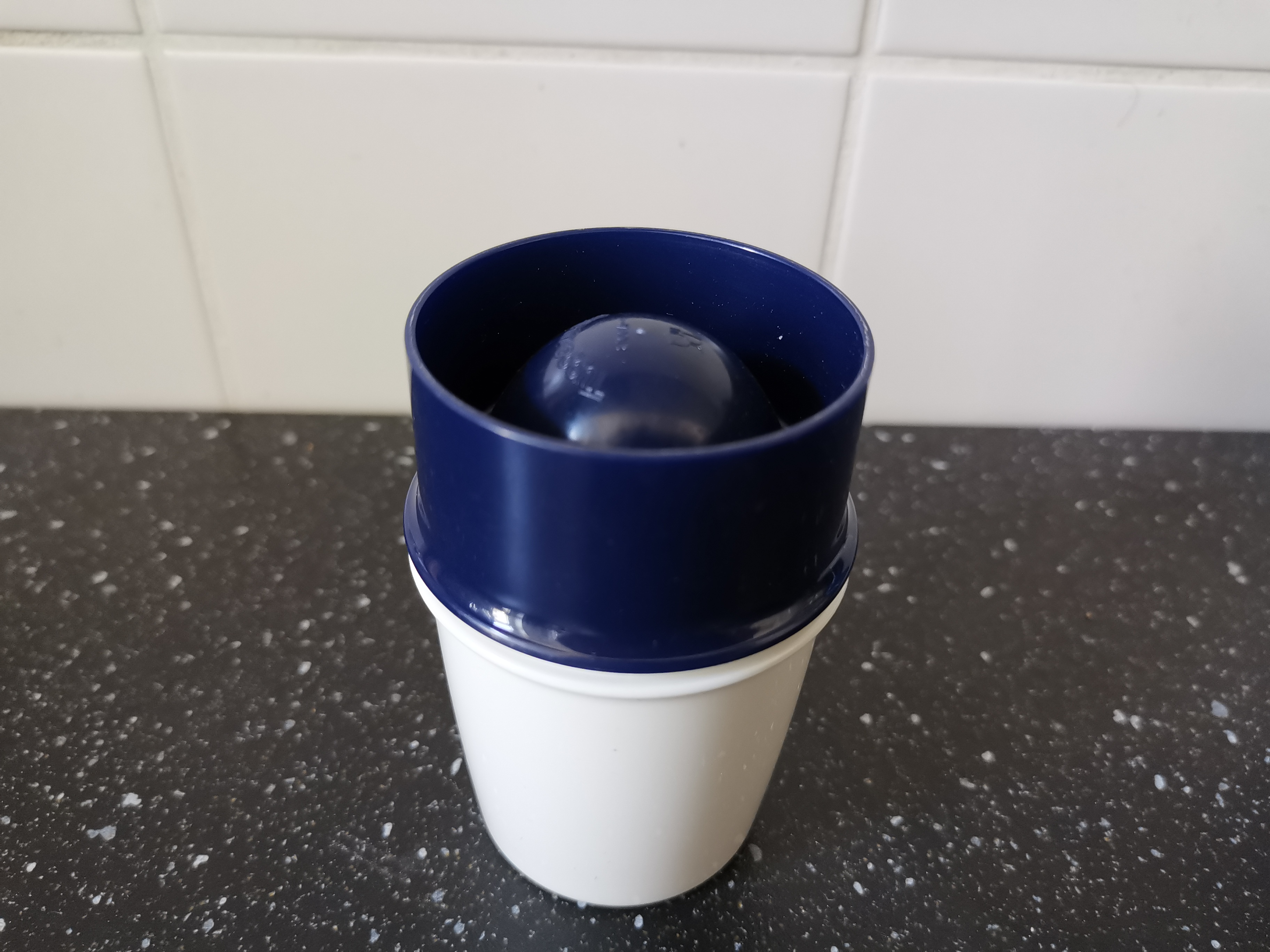
Tupperware